# Wikipedia anglojęzyczna
Wikipedia anglojęzyczna (ang. English Wikipedia) – anglojęzyczna wersja Wikipedii. Założona została 15 stycznia 2001. W marcu 2006 osiągnęła milion artykułów, 9 września 2007 napisano dwumilionowy, a 17 sierpnia 2009 trzymilionowy artykuł. Anglojęzyczna edycja Wikipedii była pierwszą i pozostaje jej największą wersją językową. W 2005 roku co trzeci artykuł we wszystkich Wikipediach był napisany w anglojęzycznej edycji. Obecnie pozycja tejże Wikipedii pod względem globalnego rankingu jest minimalnie wyższa (wynosi 38%).

## Edycja pionierska
Wikipedia anglojęzyczna była pierwszą założoną wersją językową i od początku jest największą ze wszystkich Wikipedii. To w Wikipedii anglojęzycznej powstawało wiele głównych zasad i zaleceń edycyjnych, które były przyjmowane przez inne wersje językowe. Są to między innymi:
- artykuły na medal i grafika na medal
- neutralny punkt widzenia
- szablony nawigacyjne
- sortowanie zalążków w kategorie
- stowarzyszenia wikipedystów.

## Kontrowersje

### Spory regionalne
Pośród głównych kontrowersji w anglojęzycznej wersji Wikipedii wyróżnia się debata nad tym, jakiego dialektu języka angielskiego należy używać. Głównymi kandydatami do wyboru są dialekt amerykański i brytyjski lub angielski międzynarodowy. Było wiele propozycji, od ujednolicenia dialektu po forkowanie projektu anglojęzycznej Wikipedii. Zalecenia edycyjne mówią jednak, aby używać odpowiednich dialektów przy odpowiednich artykułach (na przykład dialektu kanadyjskiego w artykułach dotyczących Kanady) lub pozwolić na używanie dowolnego dialektu języka angielskiego tak, aby nie mieszać go z innymi dialektami w jednym artykule.
Podobne kontrowersje narosły przy używaniu systemów miar anglosaskiego i metrycznego.

### Wojny edycyjne o treść i neutralny punkt widzenia
Jako największa, Wikipedia anglojęzyczna była głównym polem działań dla wojen edycyjnych dotyczących treści artykułów lub neutralnego punktu widzenia. Wojny edycyjne mają miejsce w artykułach uznawanych za kontrowersyjne.
Jednakże długie wojny edycyjne mają miejsce również wśród edytorów z krajów nieanglojęzycznych. Jedną z bardziej znanych była wojna pomiędzy niemieckimi i polskimi wikipedystami dotycząca nazewnictwa niektórych miejscowości, jak na przykład Gdańsk.

### Problem weryfikowalności
8 marca 2007 agencja prasowa Associated Press poinformowała media o tym, że jeden z zaufanych członków wspólnoty tworzącej Wikipedię anglojęzyczną (o pseudonimie Essjay) nie jest, wbrew swoim deklaracjom, profesorem teologii. Kwestia ta była szeroko dyskutowana w prasie i w internecie: sugerowano, że Wikipedia zacznie wymagać dowodów na tożsamość osób powołujących się na swój własny autorytet. Jimmy Wales skomentował to wydarzenie, podkreślając rolę weryfikowalności informacji, a nie autoproklamacji dotyczących kompetencji autorów.

### Dozwolony użytek
Wikipedia anglojęzyczna akceptuje grafiki na licencji fair use, choć stanowi to naruszenie praw autorskich w wielu krajach.

## Edycje wikipedystów według krajów
44% edytorów Wikipedii pochodzi ze Stanów Zjednoczonych, 16% z Wielkiej Brytanii, 6% z Kanady oraz 4% z Australii. Użytkownicy z tych krajów znajdują się w czołowej czwórce. Na piątym miejscu są Indie, których wkład jest o 0,5% mniejszy od Australii. Język angielski jest również oficjalnym językiem w Afryce, choć użytkownicy afrykańscy są na dalszym miejscu. Większy wkład posiadają Polacy (0,6%).

### Użytkownicy nieanglojęzyczni
Około 29% aktywnych użytkowników stanowią wikipedyści, których językiem ojczystym nie jest angielski.
Jako największa spośród edycji Wikipedii oraz ze względu na status języka angielskiego jako współczesna lingua franca, Wikipedia anglojęzyczna służy wielu użytkownikom, których językiem ojczystym nie jest język angielski. Użytkownicy ci poszukują artykułów w Wikipedii anglojęzycznej, ponieważ nie ma ich (lub są jedynie w zalążkowej formie) w ich ojczystych edycjach Wikipedii. Zwykle okazuje się również, że Wikipedia anglojęzyczna zawiera więcej informacji na większość tematów.

## Użycie Encyklopedii Britannica
Przewagą Wikipedii anglojęzycznej nad innymi jest dostępność jedenastej edycji Encyklopedii Britannica w domenie publicznej. Dzięki temu Britannica użyta była jako punkt startowy dla wielu artykułów.

## Wikipedia Signpost

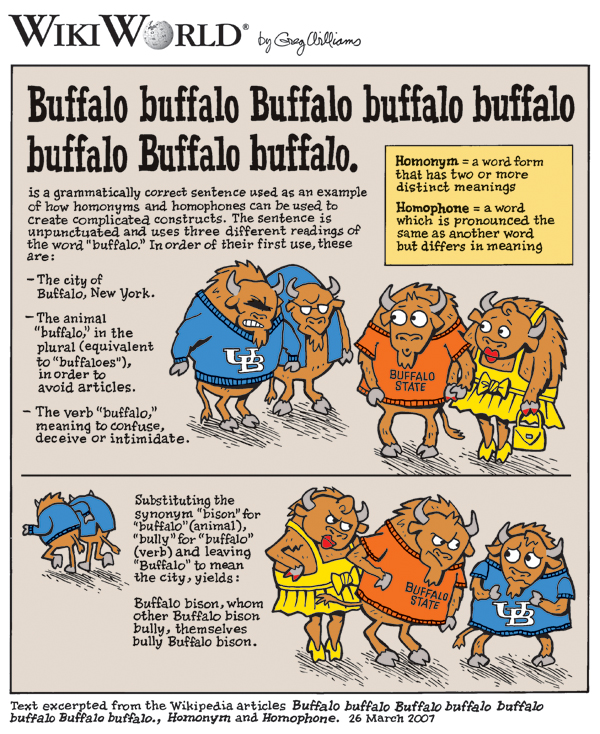
Komiks przedstawiający artykuł Buffalo buffalo Buffalo buffalo buffalo buffalo Buffalo buffalo

W Wikipedii anglojęzycznej istnieje gazeta Wikipedia Signpost. Jest to pisana przez społeczeństwo Wikipedii gazeta, opisująca różne wydarzenia dotyczące Wikipedii anglojęzycznej. Ważne informacje z innych projektów również są okazyjnie publikowane. Gazetka wydawana jest w poniedziałki, a pierwsze wydanie ukazało się 10 stycznia 2005 dzięki Michaelowi Snowowi.
Wraz z gazetką publikowany jest również komiks WikiWorld, który przedstawia ciekawsze artykuły, najczęściej o zabarwieniu humorystycznym, dostępne w Wikipedii anglojęzycznej. Komiks ilustruje Greg Williams i udostępnia go na licencji Creative Commons Attribution ShareAlike 2.5, która zezwala na kopiowanie, dystrybucję, wyświetlanie i użytkowanie dzieła i wszelkich jego pochodnych pod warunkiem umieszczenia informacji o twórcy i wydania pochodnej dzieła na tej samej licencji. Dzięki temu jego komiks można publikować we wszystkich Wikipediach.